# Eindride Eidsvold
Eindride Eidsvold, född 18 juli 1961, är en norsk skådespelare. Han är bror till skådespelaren Gard B. Eidsvold.
Eidsvold utexaminerades från Teaterhøgskolen 1987. Efter avslutad utbildning grundade han projektgruppen De unges forbund (efter Ibsenpjäsen med samma namn), och spelade Så synd att hon är hora av den engelske 1600-talsdramatikern John Ford på Haugesund Teater 1988. Vid Rogaland Teater har han medverkat i Johan Bergenstråhles uppsättning av Frank Wedekinds Lulu och Kai Johnsens experimentella version av Ibsens Når vi døde vågner, här i rollen som godsägare Ulfheim.
Sedan 1990 har han varit vid Nationaltheatret, där han har haft en mängd roller (även på Torshovsteatret), häribland Osvald i Ibsens Gengångare samt titelrollerna i Ludvig Holbergs Erasmus Montanus (1996) och Molières Tartuffe (2001). Han spelade år 2005 Sam Eyde i Riksteatrets Birkeland og Eyde, och har under senare år gjort sig gällande i Ibsen-uppsättningar på Nationaltheatret, som Gregers Werle i Vildanden (2004), Ejlert Løvborg i Hedda Gabler (2006) och Rosmer i Rosmersholm (2008).
Eidsvold filmdebuterade i den ena ungdomshuvudrollen i At dere tør! (1980), och hade en huvudroll i Dykket (1989). Han har även medverkat i Smykketyven (1990), Drömspel (1994), Hamsun (1996, som Tore Hamsun) och NRK:s tv-serie om Henrik Ibsen, En udødelig mann (2006, som Henrik Johan Paus).

## Filmografi
Enligt Internet Movie Database:
- 1980 – At dere tør!
- 1989 – S.O.S. Condor
- 1990 – Smykketyven
- 1993 – Mot i brøstet (TV-serie) (ett avsnitt)
- 1994 – Drömspel
- 1995 – Chez toi (TV-serie)
- 1996 – Syndig sommer
- 1996 – Hamsun
- 1997 – Hotel Oslo (TV-serie)
- 1998 – Nini (TV-serie)
- 1998 – Bara molnen flyttar stjärnorna
- 1999 – Tørst – Framtidens forbrytelser
- 1999 – Sofies värld
- 2001 – Rosmersholm (TV)
- 2003 – SMS – Sju magisk sirkler (TV-serie)
- 2004 – Hotel Cæsar (TV-serie) (ett avsnitt)
- 2004 – Lekeplassen (kortfilm)
- 2006 – Reprise (berättarröst)
- 2006 – Marias menn
- 2006 – En udødelig mann (TV-serie)
- 2007 – Interlude (kortfilm)
- 2009 – Vegas
- 2010 – Maskeblomstfamilien